# José Gusmão (Unabhängigkeitskämpfer)

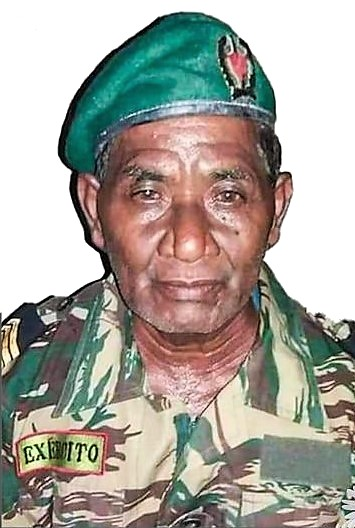
José Gusmão

José Gusmão (* 7. Februar 1955 in Uaitame, Viqueque, Portugiesisch-Timor; † 11. Juli 2022), Kampfnamen Mau Mesak (deutsch Der Einsame) und Kaer Susar, war ein osttimoresischer Unabhängigkeitskämpfer.
Gusmão stammte aus der Region Uato-Lari in der heutigen Gemeinde Viqueque. Im Range eines Soldaten (soldado) kämpfte er 24 Jahre gegen die indonesischen Invasoren, die von 1975 bis 1999 Osttimor besetzten. Nach dem Krieg wurde Gusmão Mitglied der Verteidigungskräfte Osttimors (F-FDTL). Am 7. Dezember 2006 erhielt er den Ordem da Guerrilha und 2018 die Medaille des Ordem de Timor-Leste.